# توماس إس. مارتن
توماس إس. مارتن (بالإنجليزية: Thomas S. Martin)‏ هو محامي وسياسي أمريكي، ولد في 29 يوليو 1847 في الولايات المتحدة، وتوفي بنفس المكان في 12 نوفمبر 1919. حزبياً، نشط في الحزب الديمقراطي. انتخب عضو مجلس الشيوخ الأمريكي.